# Чопер (електротехника)
Чопери или импулсни регулатори једносмјерног напона су енергетски претварачи који врше претварање једносмерног напона у једносмерни напон различите средње вредности. Ови претварачи служе да смање или повећају једносмјерни напон на улазу. Такође представљају електронске уређаје који претварају једносмјерну електричну енергију једних параметара у једносмјерну енергију других параметара. Могу бити индиректни (комбинација инвертора и исправљача) или директни. Чопери се користе за контролу брзине обртања једносмерног мотора, као извори напајања или појачивачи. 
Постоје сљедећи типови импулсних регулатора – чопера :
- Чопери за снижење напона
- Чопери за повећање напона
- Чопери за снижење/повећање напона

Прва два типа чине базичне конверторске топологије, док остали тип чини њихову комбинацију. Као компоненте за израду директних чопера се могу користити GTO тиристори, обични тиристори и IGBT транзистори. IGBT транзистори се користе за мање снаге, а тиристори за веће снаге.

## Спуштач напона
Спуштачи напона (енгл. Buck converter) као што им и име говори користе се за добијање нижег једносмјерног излазног напона. Уколико је капацитивност C јако велика, излазни напон Vd(t) је константан. Ако се претпостави да чопер ради у непрекидном режиму рада, таласни облици напона и струје кроз индуктивитет ће изгледати као на слици десно.
Док је прекидач  затворен (вријеме DT, 0 <  <1) из извора тече струја, пролази кроз прекидач S, индуктивитет L, кондензатор C и отпорник R, док диода D не проводи струју. Струја кроз индуктивитет  линеарно расте. Индуктивитет  се напаја магнетском енергијом. Капацитет C се пуни и напон се на њему повећава.
Док је прекидач  отворен (вријеме ) из извора престаје тећи струја. Диода D води струју јер је пропусно поларизована. Струја кроз индуктивитет  линеарно пада. Магнетска енергија индуктивитета  се ослобађа. Капацитет C се празни и напон се на њему смањује. Ако се примјени правило да средња вриједност напона на индуктивитету у периоду T мора увијек бити једнака нули, слиједи:
{\displaystyle (V_{\mathrm {b} }-V_{\mathrm {d} })DT=V_{\mathrm {d} }(1-D)T\,}
Сређивањем претходног израза добијамо да је:
{\displaystyle V_{\mathrm {d} }=DV_{\mathrm {b} }\,}
Струјна једначина добија се изједначавањем улазне и излазне снаге што је већ објашњено у претходном примјеру па је:
{\displaystyle I_{\mathrm {d} }={\frac {I_{\mathrm {b} }}{D}}}

## Подизач напона
Поред спуштача напона који на свом излазу увијек „даје“ мањи излазни напон од улазног, постоји и тип чопера који омогућава добијање излазног једносмјерног напона, већег од улазног једносмјерног напона. Овакав тип се назива подизач напона (енгл. Boost converter). Излазни напон се може мијењати од Вб до бесконачности. Таласни облици напона и струје кроз индуктивитет су приказани на слици 4.
Док је прекидач  затворен (вријеме ) из извора тече струја, пролази кроз прекидач S и индуктивитет . Напон на индуктивитету једнак је Vb. Индуктивитет  се напаја магнетском енергијом. Струја кроз индуктивитет линеарно расте, а диода D не проводи струју. Кондензатор  се празни и тјера струју Id кроз отпорник R.
У тренутку када је прекидач  отворен (вријеме (1−D)T) струја извора која је једнака струји индуктивитета, почиње линеарно падати. Узрок томе је негативни напон на индуктивитету (Vd−Vb), а магнетска енергија индуктивитета  се ослобађа. Управо пад струје кроз индуктивитет изазива негативни напон самоиндукције Vl, а који настаје ради тога што се индуктивитет супродставља смањењу струје. Тај напон самоиндукције се сабира са напоном батерије (истог су предзнака), диода D води струју јер је пропусно поларизована, капацитет C се напаја на већи напон од напона извора. Будући да је отпор R паралелно спојен капацитету C, напон на отпору R једнак је напону на капацитету C.
{\displaystyle V_{\mathrm {b} }DT=(V_{\mathrm {d} }-V_{\mathrm {b} })(1-D)T\,}
Сређивањем претходне једнакости добијамо:
{\displaystyle V_{\mathrm {b} }=V_{\mathrm {d} }(1-D)\,}
А струјна једначина се добија изједначавањем улазне и излазне снаге:
{\displaystyle {\frac {I_{\mathrm {d} }}{I_{\mathrm {b} }}}=1-D}

## Подизач-спуштач напона
Код подизач-спуштача напона (енгл. Buck-boost converter) излазни напон може бити већи или мањи у односу на улазни, при чему је поларитет излазног напона (који се може теоретски мијењати од 0 до бесконачности) супротан улазном. У суштини то је каскадна спрега спуштача и подизача напона. Таласни облици напона и струје кроз индуктивитет приказани су на слици десно.
Рад претварача се може објаснити на сљедећи начин - док је прекидач  затворен (вријеме ) из извора тече струја, пролази кроз капацитет C и индуктивитет . Напон на индуктивитету једнак је (Vb). Индуктивитет  се напаја магнетском енергијом. Струја кроз индуктивитет линеарно расте. Кондензатор  се празни и тјера струју ид кроз отпорник R. Док је прекидач  отворен (вријеме (1−D)T) диода D отвара, струја индуктивитета се затвара кроз капацитет, отпорник и диоду и почиње линеарно опадати. Узрок томе је негативни напон на индуктивитету. Магнетска енергија индуктивитета  се ослобађа. Управо пад струје кроз индуктивитет изазива негативни напон самоиндукције Vl, који настаје ради тога што се индуктивитет супротставља смањењу струје.
{\displaystyle V_{\mathrm {b} }DT=V_{\mathrm {d} }(1-D)T\,}
Уређивањем ове једнакости добија се:
{\displaystyle {\frac {V_{\mathrm {d} }}{V_{\mathrm {b} }}}={\frac {D}{1-D}}}
Струјна једначина добија се изједначавањем улазне и излазне снаге:
{\displaystyle {\frac {I_{\mathrm {d} }}{I_{\mathrm {b} }}}={\frac {1-D}{D}}}

### Ћуков претварач
Ћуков претварач се састоји од два индуктивитета, два кондензатора, прекидача (обично транзистора) и диоде. Ћуков претварач инвертује поларитет излазног напона.